# Grevillea treveriana
Grevillea treveriana är en tvåhjärtbladig växtart som beskrevs av F. Müll.. Grevillea treveriana ingår i släktet Grevillea och familjen Proteaceae. Inga underarter finns listade i Catalogue of Life.